# The Crow, the Owl and the Dove
Singles de Nightwish
Storytime
(2011)
The Crow, the Owl and the Dove est une chanson du groupe Nightwish et second single extrait de l'album Imaginaerum.
Le single est sorti le 2 mars 2012 et contient une chanson inédite intitulée The Heart Asks Pleasure First, une reprise du même nom du film La Leçon de piano.  Cette version comprend les paroles écrites par Tuomas Holopainen et le chant par Anette Olzon. Le titre fut initialement enregistré durant les sessions d'enregistrement de l'album Dark Passion Play mais le compositeur britannique Michael Nyman, ne donna pas l'autorisation pour pouvoir le publier sous cet album, c'est pourquoi elle n'y apparait pas. Le single se classa à la première position en Finlande et à la 82e en Allemagne.
En mars 2012, le label allemand Nuclear Blast, proposa un concours vidéo pour les fans en réalisant un clip amateur pour The Crow, the Owl and the Dove. La maison de disques fournit la chanson aux participants au format MP3. Le concours prit fin le 10 avril 2012 et le candidat qui obtint la première place du concours vit sa vidéo diffusée sur les chaines officielles de YouTube du groupe Nightwish et du label Nuclear Blast. Le vainqueur remporte également un "ticket en or" pour la tournée Imaginaerum World Tour et une rencontre avec le groupe.

## Composition du groupe
- Anette Olzon - chants
- Tuomas Holopainen - keyboards, piano
- Emppu Vuorinen - guitare
- Marco Hietala - basse & chants
- Jukka Nevalainen - batterie, percussions

## Liste des titres
Toutes les paroles sont écrites par Tuomas Holopainen.
| No | Titre                                                                        | Musique       | Durée |
| -- | ---------------------------------------------------------------------------- | ------------- | ----- |
| 1. | The Crow, the Owl and the Dove (Radio Edit)                                  | Marco Hietala | 3:46  |
| 2. | The Heart Asks Pleasure First (Theme from the Movie Piano)                   | Michael Nyman | 4:21  |
| 3. | The Crow, the Owl and the Dove (Album Version)                               | Marco Hietala | 4:10  |
| 4. | The Crow, the Owl and the Dove (Instrumental)                                | Marco Hietala | 4:07  |
| 5. | The Heart Asks Pleasure First (Instrumental Version - Previously Unreleased) | Michael Nyman | 4:20  |